# مولود أويصال
مولود أويصال (مواليد 1966، ألانيا) سياسي ومحامي تركي شغل منصب رئيس بلدية إسطنبول من سبتمبر 2017 إلى أبريل 2019.

## حياته
أكمل دراسته الابتدائية والمتوسطة في أنطاليا، حاصل على شهادة البكالوريوس في القانون من جامعة إسطنبول عام 1988.